# Eupithecia glaucata
Eupithecia glaucata är en fjärilsart som beskrevs av Fletcher 1956. Eupithecia glaucata ingår i släktet Eupithecia och familjen mätare. Inga underarter finns listade i Catalogue of Life.